# Serie Mundial de 2021
La Serie Mundial de la Temporada 2021 de las Grandes Ligas de Béisbol, fue la 117ª edición de este clásico, se disputó desde el 26 de octubre de 2021 al 2 de noviembre de 2021, entre el campeón de la Liga Americana, Houston Astros y el campeón de la Liga Nacional, Atlanta Braves. Mientras que para los Astros significó su tercera serie mundial en cinco temporadas, para los de Atlanta significó su regreso a esta serie tras 22 años de ausencia, su última serie había sido en 1999 donde fueron barridos en 4 juegos por los New York Yankees.
El equipo con el mejor porcentaje de victorias en la temporada regular tuvo la ventaja de local en la serie, albergando así el primer, segundo y el sexto juego.

## Postemporada
Luego de que en 2020 se modificara el formato de juegos de comodín a que se enfrentaran los mejores 8 equipos de cada liga, para este 2021 regresó al tradicional formato, donde en cada liga, a los dos mejores equipos que no ganaron su división se les denominó «comodines» y se enfrentaron a un partido. El ganador del juego de comodines se unió a los tres campeones de división de cada liga y disputaron las series divisionales, al mejor de cinco partidos. Los dos ganadores disputaron la serie de campeonato de liga, al mejor de siete partidos. Los dos campeones de liga se enfrentaron en la Serie Mundial, al mejor de siete partidos.
|  | Comodín        | Comodín             | Comodín              |                     |   | Serie Divisional | Serie Divisional | Serie Divisional |  |   | Serie de Campeonato | Serie de Campeonato | Serie de Campeonato |   |  | Serie Mundial | Serie Mundial | Serie Mundial |  |
|  |                |                     |                      |                     |   |                  |                  |                  |  |   |                     |                     |                     |   |  |               |               |               |  |
|  |                |                     |                      |                     |   |                  |                  |                  |  |   |                     |                     |                     |   |  |               |               |               |  |
|  |                |                     |                      |                     |   |                  |                  |                  |  |   |                     |                     |                     |   |  |               |               |               |  |
|  |                |                     |                      |                     |   |                  |                  |                  |  |   |                     |                     |                     |   |  |               |               |               |  |
|  |                |                     |                      |                     |   |                  |                  |                  |  |   |                     |                     |                     |   |  |               |               |               |  |
|  |                | 1                   | Tampa Bay Rays       | 1                   |   |                  |                  |                  |  |   |                     |                     |                     |   |  |               |               |               |  |
|  |                |                     |                      | 1                   |   |                  |                  |                  |  |   |                     |                     |                     |   |  |               |               |               |  |
|  |                |                     | 4                    | Boston Red Sox      | 3 |                  |                  |                  |  |   |                     |                     |                     |   |  |               |               |               |  |
|  | 4              | Boston Red Sox      | 4                    | Boston Red Sox      | 3 | 1                |                  |                  |  |   |                     |                     |                     |   |  |               |               |               |  |
|  | 4              | Boston Red Sox      |                      |                     |   |                  |                  |                  |  |   |                     |                     |                     |   |  |               |               |               |  |
|  | 5              | New York Yankees    | 0                    |                     |   |                  |                  |                  |  |   |                     |                     |                     |   |  |               |               |               |  |
|  | 5              | New York Yankees    | 0                    |                     |   |                  |                  |                  |  | 4 | Boston Red Sox      | 2                   |                     |   |  |               |               |               |  |
|  | Liga Americana |                     |                      |                     |   |                  |                  |                  |  | 4 | Boston Red Sox      | 2                   |                     |   |  |               |               |               |  |
|  |                |                     | 2                    | Houston Astros      | 4 |                  |                  |                  |  |   |                     |                     |                     |   |  |               |               |               |  |
|  |                |                     | 2                    | Houston Astros      | 4 |                  |                  |                  |  |   |                     |                     |                     |   |  |               |               |               |  |
|  |                |                     |                      |                     |   |                  |                  |                  |  |   |                     |                     |                     |   |  |               |               |               |  |
|  |                |                     |                      |                     |   |                  |                  |                  |  |   |                     |                     |                     |   |  |               |               |               |  |
|  |                | 2                   | Houston Astros       | 3                   |   |                  |                  |                  |  |   |                     |                     |                     |   |  |               |               |               |  |
|  |                |                     |                      | 3                   |   |                  |                  |                  |  |   |                     |                     |                     |   |  |               |               |               |  |
|  |                |                     | 3                    | Chicago White Sox   | 1 |                  |                  |                  |  |   |                     |                     |                     |   |  |               |               |               |  |
|  |                |                     | 3                    | Chicago White Sox   | 1 |                  |                  |                  |  |   |                     |                     |                     |   |  |               |               |               |  |
|  |                |                     |                      |                     |   |                  |                  |                  |  |   |                     |                     |                     |   |  |               |               |               |  |
|  |                |                     |                      |                     |   |                  |                  |                  |  |   |                     |                     |                     |   |  |               |               |               |  |
|  |                |                     |                      |                     |   |                  |                  |                  |  |   |                     | 2                   | Houston Astros      | 2 |  |               |               |               |  |
|  |                |                     |                      |                     |   |                  |                  |                  |  |   |                     |                     |                     | 2 |  |               |               |               |  |
|  |                |                     | 3                    | Atlanta Braves      | 4 |                  |                  |                  |  |   |                     |                     |                     |   |  |               |               |               |  |
|  |                |                     | 3                    | Atlanta Braves      | 4 |                  |                  |                  |  |   |                     |                     |                     |   |  |               |               |               |  |
|  |                |                     |                      |                     |   |                  |                  |                  |  |   |                     |                     |                     |   |  |               |               |               |  |
|  |                |                     |                      |                     |   |                  |                  |                  |  |   |                     |                     |                     |   |  |               |               |               |  |
|  |                | 1                   | San Francisco Giants | 2                   |   |                  |                  |                  |  |   |                     |                     |                     |   |  |               |               |               |  |
|  |                |                     |                      | 2                   |   |                  |                  |                  |  |   |                     |                     |                     |   |  |               |               |               |  |
|  |                |                     | 4                    | Los Angeles Dodgers | 3 |                  |                  |                  |  |   |                     |                     |                     |   |  |               |               |               |  |
|  | 4              | Los Angeles Dodgers | 4                    | Los Angeles Dodgers | 3 | 1                |                  |                  |  |   |                     |                     |                     |   |  |               |               |               |  |
|  | 4              | Los Angeles Dodgers |                      |                     |   |                  |                  |                  |  |   |                     |                     |                     |   |  |               |               |               |  |
|  | 5              | St. Louis Cardinals | 0                    |                     |   |                  |                  |                  |  |   |                     |                     |                     |   |  |               |               |               |  |
|  | 5              | St. Louis Cardinals | 0                    |                     |   |                  |                  |                  |  | 4 | Los Angeles Dodgers | 2                   |                     |   |  |               |               |               |  |
|  | Liga Nacional  |                     |                      |                     |   |                  |                  |                  |  | 4 | Los Angeles Dodgers | 2                   |                     |   |  |               |               |               |  |
|  |                |                     | 3                    | Atlanta Braves      | 4 |                  |                  |                  |  |   |                     |                     |                     |   |  |               |               |               |  |
|  |                |                     | 3                    | Atlanta Braves      | 4 |                  |                  |                  |  |   |                     |                     |                     |   |  |               |               |               |  |
|  |                |                     |                      |                     |   |                  |                  |                  |  |   |                     |                     |                     |   |  |               |               |               |  |
|  |                |                     |                      |                     |   |                  |                  |                  |  |   |                     |                     |                     |   |  |               |               |               |  |
|  |                | 2                   | Milwaukee Brewers    | 1                   |   |                  |                  |                  |  |   |                     |                     |                     |   |  |               |               |               |  |
|  |                |                     |                      | 1                   |   |                  |                  |                  |  |   |                     |                     |                     |   |  |               |               |               |  |
|  |                |                     | 3                    | Atlanta Braves      | 3 |                  |                  |                  |  |   |                     |                     |                     |   |  |               |               |               |  |
|  |                |                     | 3                    | Atlanta Braves      | 3 |                  |                  |                  |  |   |                     |                     |                     |   |  |               |               |               |  |
|  |                |                     |                      |                     |   |                  |                  |                  |  |   |                     |                     |                     |   |  |               |               |               |  |
|  |                |                     |                      |                     |   |                  |                  |                  |  |   |                     |                     |                     |   |  |               |               |               |  |
|  |                |                     |                      |                     |   |                  |                  |                  |  |   |                     |                     |                     |   |  |               |               |               |  |
|  |                |                     |                      |                     |   |                  |                  |                  |  |   |                     |                     |                     |   |  |               |               |               |  |

|                                                        |
| Campeón de las Grandes Ligas Atlanta Braves 4.º título |

## Roster
Gregory Suescun

## Resultados

### Juego 1
| Equipo         | 1 | 2 | 3 | 4 | 5 | 6 | 7 | 8 | 9 | C | H  | E |
| -------------- | - | - | - | - | - | - | - | - | - | - | -- | - |
| Atlanta Braves | 2 | 1 | 2 | 0 | 0 | 0 | 0 | 1 | 0 | 6 | 12 | 1 |
| Houston Astros | 0 | 0 | 0 | 1 | 0 | 0 | 0 | 1 | 0 | 2 | 8  | 1 |

LG: A. J. Minter (1-0, 3.38)  LP: Framber Valdez (0-1, 22.50)  
HRs:  ATL – Jorge Soler (1, 1st entrada ante Valdez, F, 0 en base, 0 out); Adam Duvall (1, 3rd entrada ante Valdez, F, 1 en base, 0 out)
- Box score
- Asistencia: 42 825 espectadores.
- Tiempo: 4 h 06 m.

### Juego 2
| Equipo         | 1 | 2 | 3 | 4 | 5 | 6 | 7 | 8 | 9 | C | H | E |
| -------------- | - | - | - | - | - | - | - | - | - | - | - | - |
| Atlanta Braves | 0 | 1 | 0 | 0 | 1 | 0 | 0 | 0 | 0 | 2 | 7 | 2 |
| Houston Astros | 1 | 4 | 0 | 0 | 0 | 1 | 1 | 0 | X | 7 | 9 | 0 |

LG: José Urquidy (1-0, 3.60)  LP: Max Fried (0-1, 10.80)  
HRs:  ATL – Travis d'Arnaud (1, 2nd entrada ante Urquidy, 0 en base, 2 out)  HOU – José Altuve (1, 7th entrada ante Smyly, 0 en base, 0 out)
- Box score
- Asistencia: 42 833 espectadores.
- Tiempo: 3 h 11 m.

### Juego 3
| Equipo         | 1 | 2 | 3 | 4 | 5 | 6 | 7 | 8 | 9 | C | H | E |
| -------------- | - | - | - | - | - | - | - | - | - | - | - | - |
| Houston Astros | 0 | 0 | 0 | 0 | 0 | 0 | 0 | 0 | 0 | 0 | 2 | 0 |
| Atlanta Braves | 0 | 0 | 1 | 0 | 0 | 0 | 0 | 1 | X | 2 | 6 | 1 |

LG: Ian Anderson (1-0, 0.00)  LP: Luis García (0-1, 2.45)  SV: Will Smith (1, 0.00)  
HRs:  ATL – Travis d'Arnaud (2, 8th entrada ante Graveman, 0 en base, 2 out)
- Box score
- Asistencia: 42 898 espectadores.
- Tiempo: 3 h 24 m.

### Juego 4
| Equipo         | 1 | 2 | 3 | 4 | 5 | 6 | 7 | 8 | 9 | C | H | E |
| -------------- | - | - | - | - | - | - | - | - | - | - | - | - |
| Houston Astros | 1 | 0 | 0 | 1 | 0 | 0 | 0 | 0 | 0 | 2 | 8 | 0 |
| Atlanta Braves | 0 | 0 | 0 | 0 | 0 | 1 | 2 | 0 | X | 3 | 8 | 1 |

LG: Tyler Matzek (1-0, 2.70)  LP: Cristian Javier (0-1, 10.80)  SV: Will Smith (2, 0.00)  
HRs:  HOU – José Altuve (2, 4th entrada ante Wright, 0 en base, 1 out)  ATL – Dansby Swanson (1, 7th entrada ante Javier, 0 en base, 1 out); Jorge Soler (2, 7th entrada ante Javier, 0 en base, 1 out)
- Box score
- Asistencia: 43 125 espectadores.
- Tiempo: 3 h 45 m.

### Juego 5
| Equipo         | 1 | 2 | 3 | 4 | 5 | 6 | 7 | 8 | 9 | C | H  | E |
| -------------- | - | - | - | - | - | - | - | - | - | - | -- | - |
| Houston Astros | 0 | 2 | 2 | 0 | 3 | 0 | 1 | 1 | 0 | 9 | 12 | 0 |
| Atlanta Braves | 4 | 0 | 1 | 0 | 0 | 0 | 0 | 0 | 0 | 5 | 8  | 1 |

LG: José Urquidy (2-0, 3.00)  LP: A. J. Minter (1-1, 7.71)  
HRs:  ATL – Adam Duvall (2, 1st entrada ante Valdez, F, 3 en base, 2 out); Freddie Freeman (1, 3rd entrada ante Valdez, F, 0 en base, 0 out)
- Box score
- Asistencia: 43 122 espectadores.
- Tiempo: 4 h 00 m.

### Juego 6
| Equipo         | 1 | 2 | 3 | 4 | 5 | 6 | 7 | 8 | 9 | C | H | E |
| -------------- | - | - | - | - | - | - | - | - | - | - | - | - |
| Atlanta Braves | 0 | 0 | 3 | 0 | 3 | 0 | 1 | 0 | 0 | 7 | 7 | 1 |
| Houston Astros | 0 | 0 | 0 | 0 | 0 | 0 | 0 | 0 | 0 | 0 | 6 | 0 |

LG: Max Fried (1-1, 4.91)  LP: Luis García (0-2, 5.68)  
HRs:  ATL – Jorge Soler (3, 3rd entrada ante García, L, 2 en base, 2 out); Dansby Swanson (2, 5th entrada ante Javier, 1 en base, 1 out); Freddie Freeman (2, 7th entrada ante Stanek, 0 en base, 2 out)
- Box score
- Asistencia: 42 868 espectadores.
- Tiempo: 3 h 22 m.